# Лорд-лейтенант Ирландии
Лорд-лейтенант Ирландии (Вице-король или лорд-наместник англ. Viceroy или Lord-Lieutenaut-General and General Governor of Ireland, сокр. — англ. Lord-Lieutenant of Ireland) — высший представитель английской короны в Ирландии до провозглашения Ирландского Свободного государства.
Номинально лорду-лейтенанту принадлежали чрезвычайно обширные права и прерогативы (как, например, право помилования, замены одного наказания другим, пожалования рыцарского достоинства, распоряжение военными силами и т. д.), но на самом деле он их не осуществлял. Это скорее почётное, чем активное положение. Ближайшее заведование делами ирландского управления было сосредоточено в руках «главного секретаря для Ирландии» (англ. Chief Secretary to the Lord Lieutenant for Ireland), который de facto и являлся ирландским министром. Между тем как Вице-король Ирландии мог и не входить в состав кабинета, главный секретарь по практике, установившейся с середины XIX века, непременно входил в состав кабинета, причём на этот пост назначался как правило, кто-либо из наиболее способных и влиятельных членов правящей партии. Однако, два лорда-лейтенанта Ирландии стали премьер-министрами Великобритании: герцог Девоншир (в 1756 г.) и герцог Портленд (в 1783 г.).
De jure лорд-наместник и главный секретарь подчинялись министру внутренних дел, но фактически такой подчинённости не существовало. На должность вице-короля или лорда-наместника Ирландии назначался обыкновенно кто-либо из пэров той партии, которая в данное время находилась у власти. Он получал весьма значительное содержание (20000 фунтов стерлингов), имел две резиденции (Дублинский замок и Феникс-парк) и целый придворный штат. При нём состоял особый «тайный совет» (англ. Privy Council in Ireland), не игравший, однако, существенной роли в управлении Ирландией.

## Лорды-лейтенанты Ирландии
- см. Категория:Лорды-наместники Ирландии
- также см. англ. List of Lords Lieutenant of Ireland‎